# Akaboshi
Akaboshi é uma série de mangá criada por Yōichi Amano e serializada na revista semanal Shonen Jump em 2009. Foi cancelado no mesmo ano por falta de popularidade.
Baseado em um romance chinês, Akaboshi é a nova geração dos mangás da Shonen Jump. A história se desenvolve na antiga China, no ano de 1112, na dinastia Sung, onde a população geral se encontra em situações precárias, o governo instaurado após o Período das Cinco Dinastias e dos Dez Reinos, foi criado sobre um derramamento de sangue, onde durante 70 anos sangue foi derramado por uma lâmina denominada 'lâmina da ganância'. O atual imperador se aliou com os países do norte, fortificando o país fazendo com que não restasse mais nenhum inimigo exterior, isso acabou fazendo com que o país crescesse e prosperasse. Segundo a lenda da 'lâmina da gânancia', não há bainha que a cubra, e que possívelmente um dia ela se voltará contra o povo novamente.
A história gira em torno de Ryuusei Taisou, membro da Taiten Gyoudou - um time de ladrões nobres que planejam derrubar o império chinês - e sua jornada em busca dos 108 heróis que mudarão a atual dinastia chinesa.

## História
O mangá se inicia com Ryuusei Taisou sendo levado por um grupo de sequestradores para uma vila que segundo ele, existe uma fortuna escondida, até que surge uma garota chamada Suiren, ela se apresenta como uma emissária do Taiten Gyoudou, só que logo é desmascarada pelo líder do grupo de sequestradores que diz que ela por ser uma garota não pode ser um membro do Taiten Gyoudou. Há um pequeno combate, onde Ryuusei e Suiren ganham. Suiren se apresenta e começa a contar o porque estar fingindo ser um membro do Taiten Gyoudou, ela diz que os admira e começa a contar a história atual da China e o porque precisarem deles. Ryuusei a ignora e vai embora.
Após isso ela vai até a cidade onde vive, Unjouken. O prefeito, um oficial do governo, chamado Tei aparece e anuncia que irá aumentar os impostos, há uma revolta geral da população, pois por serem de uma cidade muito pobre as pessoas ficariam sem ter o que comer. Suiren se enfurece e enfrenta o prefeito, dizendo que o Taiten Gyoudou apareceria um dia para derrotá-lo, o prefeito suspeita que uma criança esteja bancando o impostor de um membro deles e decide fazer todas as mulheres e crianças de refém.Suiren se sente culpada, pois ela é a impostora. Ryuusei aparece no carro onde o prefeito se encontra e denúncia Suiren. O prefeito à pega e diz que vai executá-la publicamente.Ryuusei se apresenta como membro do Taiten Gyoudou e salva Suiren de ser executada, em seguida enfrenta todos os guardas e o prefeito, livrando a cidade da 'escravidão' que sofria nas mãos do prefeito. A partir dai começa as aventuras de Ryuusei e Suiren em busca das 108 estrelas que derrotaram o império Sung.

## Personagens

### Taiten Gyoudou
- Ryuusei Taisou - Taisou é o personagem principal de Akaboshi. Ele é um garoto preguiçoso que odeia andar, sempre arrumando uma maneira de fazer alguém carrega-lo. Ele é um dos membros do "Taiten Gyoudou" e mesmo sendo novo, possui um poder impressionante. Ele possui a lendária e estranha espada "Fukuma Tsurugi" que é quebrada em seu fio de navalha, praticamente não cortando nada, mas quando Taisou a manipula ele é capaz de criar chamas com a fricção criada pela espada de maneira a poder cortar tudo com a temperatura criada. Ele odeia que toquem em sua espada.
- Suiren - Suiren é uma criança que tem um sonho de um dia libertar o povo de sua vila das garras do império Sung. Mesmo sabendo que não tem poder para enfrentar os inimigos, ela se fantasiava de membro rdo Taiten Gyoudou, até ser desmascarada e encontrar Taisou. Foi então que ela resolveu se juntar ao bando dele e prometeu se tornar forte para poder libertar seu povo da dinastia Sung.
- Hyoushi-Tou Rinchu - Supervisor do "Exercito proibido dos 800.000 soldados", Rinchu é discípulo de Oushin, ao qual lhe salvou no passado de ser morto pelo império. Rinchuu é um personagem muito forte, sendo capaz de com sua lança criar vácuos cortantes. Ele sem juntou ao "Taiten Gyudou" apenas como forma de gratidão por terem salvo o seu mestre. Ele e Taisou são protagonistas de uma das mais bizarras disputas da série.
- Sonjijou "A deusa Mãe" - Sonjijou é uma membro da organização "Taiten Gyoudou", ela é conhecida como a deusa mãe, pois demonstra ser muito preocupada com todos os membros, principalmente Taisou, ao qual ela chama de irmão. Mesmo parecendo ser um mulher delicada e frágil, ela carrega uma enorme faca e é conhecida por retaliar todos os homens que visitam a loja onde fica a sede dos "Taiten Gtoudou.
- Chousei "O guardião" - Ele parece ser o guarda que protege o esconderijo do Taiten Gyoudou. Chousei é um homem muito grande e de enorme força física.
- Shoukei "O matemático" - A única coisa que se sabe sobre ele até o momento, é que ele é quem calcula qual o valor dos estragos causados pelos membros do Taiten Gyoudou em suas missões.
- Outeiroku - O trovão - É um garoto que faz parte do grupo "Taiten Gyuodou", mesmo sendo uma criança ainda ele possui uma velocidade impressionante, por isso a alcunha de Relâmpago. Ele costuma se referir a Taisou como irmão a quem tem uma enorme admiração, mesmo Taisou nem se importando com ele. Outeiroku tem a mania de disputar tudo que faz com Ryutoou, como por exemplo um almoço para ver quem derrotaria mais inimigos.
- Konsoushou "O dragão das nuvens" - Pouco se sabe mangazuki.online/manga/baki-the-grappler sobre ele, mas especulasse que ele seja irmão de Taisou.
- Ryuutou "O demônio Ruivo" - Conhecido como "Demônio", ele possui uma certa rivalidade com Taisou e sempre que se encontra com ele tenta o atacar, tendo como final de sua investida a sobrancelha arrancada. Mas mesmo assim, ele é um excelente guerreiro que usa em suas batalhas dois Nutchakus gigantes.
- Aka Kaousyou - Todos o conhecem como Monge, mas mesmo com toda sua altura ele parece ser um homem legal. Kaosyou é um guerreiro muito forte, sendo capaz de derrotar um inimigo com apenas um peteleco na testa.
- Itijousei "Kosanjou" - Quem a vê acha que ela não passa de uma garota sensível e frágil, mas por detrás de sua beleza, ela esconde uma força sobre humana, sendo capaz de despedaçar rochas com apenas um soco. Mas tanta força parece que a obriga comer bem mais, tanto que ela possui uma fome maior que a força, podendo comer mais de cinqüenta sanduíches de porco de uma única vez.
- Kyoujirou Soukou - Líder do "Taiten Gyoudou", ele é um homem calmo e ao mesmo tempo amável com os membros do bando. Mas se engana quem acha que ele é fraco, pois ele esconde uma força descumunal, sendo capaz de lançar Taisou a uma grande distancia com apenas um "tapinha".
- Jisen "O espião" - Ele é o espião do Taiten Gyoudou, surge de onde menos se espera, como do teto das casas por exemplo. Sua cabeça parece muito com a de um rato, apesar de parecer ser uma mascara que ele usa.

## Ryozanpaku
- 1° Líder - Ourin Sama - Ourin é o líder número um da organização Ryouzampaku (bandidos da montanha). Ele é um sujeito perverso e cruel, conhecido por ser corrupto e traiçoeiro, e é devido a essa sua personalidade que ele consegue atrair todos os piores foras da lei da China que tentam entrar na organização a qual ele é o líder. Mesmo a Ryouzampaku sendo um problema para o governo, Ourin mantém muitas ligações com pessoas de Sung, e está disposto a trair a todos em troca de um cargo no governo. Mesmo com a aparência velha e de não ser um hábil guerreiro, Ourin possui uma estranha habilidade de ao pingar tinta em sua língua, a transformar em letras (chinesas) que podem tanto manipular a mente de uma pessoa, fazendo com que ela o obedeça fielmente, como mesmo matar tudo que elas tocam, como ocorreu com vários peixes que havia em um lago.
- 2° Líder - Tousen - Mesmo sendo o segundo líder da organização Ryouzampaku (bandidos da montanha), Tousen é um cara extrovertido e brincalhão. Ele possui um corpo enorme e uma tremenda força física, tanto que é conhecido pela alcunha de "Tousen que transcede os céus". Mas mesmo com seu tamanho, Tousen possui uma velocidade impressionante e Junto com Souman, formam uma dupla de combate incrível conhecida como "Vajra de Aum". Ele possui uma arma que consiste de uma barra de ouro com dois globos em cada ponta. Ao girar essa arma em alta velocidade, Tousen aproveita a força centrifuga e da pressão para criar eletricidade e a usar lançando poderosos raios contra seus oponentes.
- 3° Líder - Souman - Souman é o terceiro líder da Ryouzampaku (bandidos da montanha), possui um corpo do mesmo porte de Tousen, mas diferente dele é um cara mais sério e esconde seu rosto atrás de uma mascara. Souman possui duas armas de punho com a mesma aparência da de Tousen (só que menor) e serve tanto para ataque quanto para defesa. Mesmo sendo uma arma de ataques físicos diretos, ele pode usar essas armas como pára-raios para direcionar os raios disparados por Tousen quando ambos lutam juntos.
- 4° Líder - Kanti Kotsuritsu Shuki - Shuki, é o quarto líder da organização Ryouzampaku (bandidos da montanha). A função dele na organização é a de testar os bandidos que vem de todas as partes da china querendo entrar para a organização. Sua aparência faz com que ele se pareça uma mulher a primeira vista. Ele é dono de uma loja de bebidas, próxima a entrada da montanha onde fica a organização e foi o primeiro dos líderes a serem vistos na série, ao ser encontrado por Taisou, Rinchu e Suiren. Mesmo sendo um dos líderes e obedecer a Ourin, o líder número um, Shuki desconfia que ele esteja traindo-os para obter um cargo no governo da China. Shuki é muito hábil em manipulação com facas que são suas principais armas de combate. Ele pode simplesmente fazer uma quantidade enorme de facas surgir entre seus dedos, fazendo parecer muitas vezes serem infinitas, como feito pelo próprio Taisou que não acreditava de onde vinha tanta faca. Shuki possui um golpe muito poderoso conhecido como "Ave do paraíso", onde ele lança uma quantidade enorme de facas que tomam a forma de uma ave. Uma vez pego por essa técnica, o oponente é totalmente perfurado por elas que formam uma "Gaiola de facas", sendo praticamente impossível escapar da mesma.

## Outros personagens
Oushin Sama - Conhecido como "O homem mais forte da China", Oushin é o líder do lendário "Exercito proibido dos 800.000 homens", o exercito real do imperador. Oushin é um homem pacato e calmo. Tem um aprendiz ao qual adotou no passado, Rinchuu, e que pretende passar a ele o seu cargo. Mas quando conheceu Taisou, que o queria fazendo parte do grupo de ladrões conhecido como "TaitenGyoudou", mesmo recusando ele foi considerado um traidor e por isso um general foi enviado para o matar. Oushin após muitas pedidas de Rinchu decidiu fugir e agora se tornou um dos homens mais procurados da China.
Toukeison Hosei "Chogai" - Chogai é um homem com a estranha mania de por em pratica tudo que ele sonha. Como por exemplo juntar sete guerreiros para roubar uma certa quantia de dinheiro do império Sung, apenas por ter sonhado com sete estrelas cadentes. Ele parece ser um homem forte, mesmo aparentando sofrer dores de barriga diárias.
Estrela Chita "Goyou" - Goyou é uma professora em Unjouken, assim como Hakushou ela conhece Chogai e sempre é colocada mesmo sem querer no meio das loucuras dele e seus sonhos.
Hakushou - O que se sabe até o momento sobre Hakushou, é que ele é um professor em Unjouken e amigo de Chogai que o recrutou para a missão de roubar os 100000 de euros do império.
Andousen Sensei - Ela apesar de parecer uma criança, é uma grande médica de Unjoken e é tratada como Sensei até mesmo por Chogai a quem ela mais faz remédios para dores de barriga.
Setsuei - Ele é o assistente de Andousen no quadro médico de Unjoken. Interessante que Setsuei possui o corpo totalmente coberto por faixas, o que o deixa parecendo com uma múmia.
Magaboushi Genshouj - Ele é um dos três irmãos Gen de Sekason, que foram chamados por Chogai para roubar os 100000 de Euros do império. Mas pouco se sabe sobre eles até o momento.
Tanmei Jirou Genshougou - Ele é um dos três irmãos Gen de Sekason, que foram chamados por Chogai para roubar os 100000 de Euros do império. Mas pouco se sabe sobre eles até o momento.
Katsuenra Genshougou - Ele é um dos três irmãos Gen de Sekason, que foram chamados por Chogai para roubar os 100000 de Euros do império. Mas pouco se sabe sobre eles até o momento.
Shishim - Ele surgiu pela primeira vez derrotando facilmente os soldados que seguiam Ouchin e sua mulher, dizendo que não se importava com ele, mas sim que não queria problemas em sua vila. Ele possui muitas tatuagens em seu corpo e se mostrou um homem muito forte.

## Lista de Capítulos
- Conto 01 - Ryuusei no Taisou
- Conto 02 - Ryuusei derruba a muralha
- Conto 03 - Kaoshou fala das 108 estrelas
- Conto 04 - Oushin recusa o convite
- Conto 05 - Hyoushitou Rinchuu
- Conto 06 - Rinchuu dá sua opinião
- Conto 07 - Kanshou olha para a lua crescente
- Conto 08 - Kanshou invoca o espírito do imperador
- Conto 09 - Chougai sonha com uma chance divina
- Conto 10 - Kyuuju revela a próxima missão
- Conto 11 - O astuto soldado de branco elabora um plano
- Conto 12 - A serpente verde agarra uma árvore
- Conto 13 - Hyoushitou sofre na montanha Ryouzanpaku
- Conto 14 - Nyuu'unryuu desaparece
- Conto 15 - Hakuishuushi manipula as palavras
- Conto 16 - O Taiten Gyoudou entra em ação
- Conto 17 - Ryuusei conta o segredo
- Conto 18 - Ittenyu ri do encontro casual
- Conto 19 - Nyuu'Unryuu brinca com o vento
- Conto 20 - Nyuu'Unryuu brinca com bolhas
- Conto 21 - Ryuusei encontra sua estrela